# Trichosteleum montanum
Trichosteleum montanum là một loài rêu trong họ Sematophyllaceae. Loài này được Tixier mô tả khoa học đầu tiên năm 1970.